# 무후섬

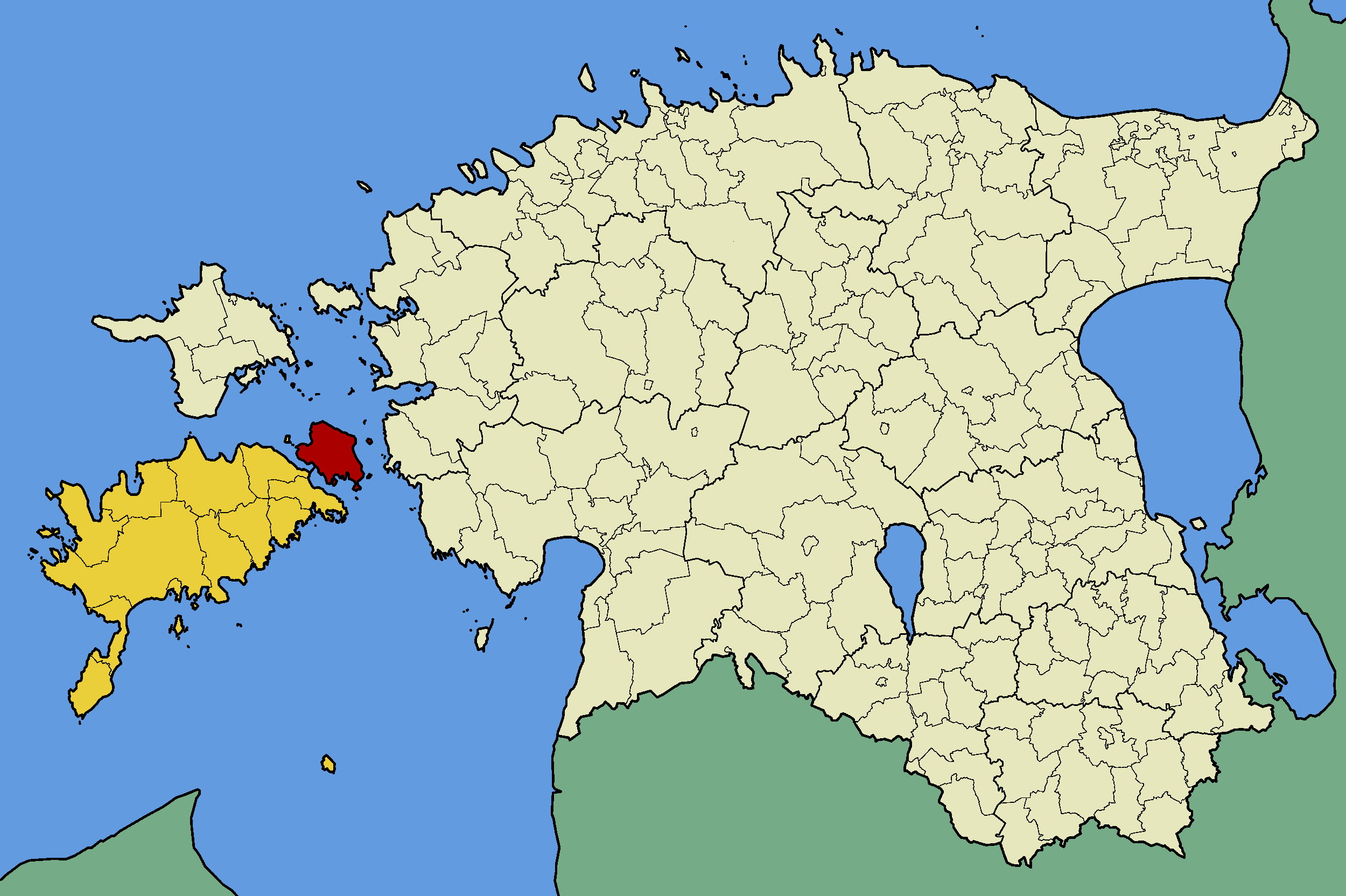
무후섬의 위치

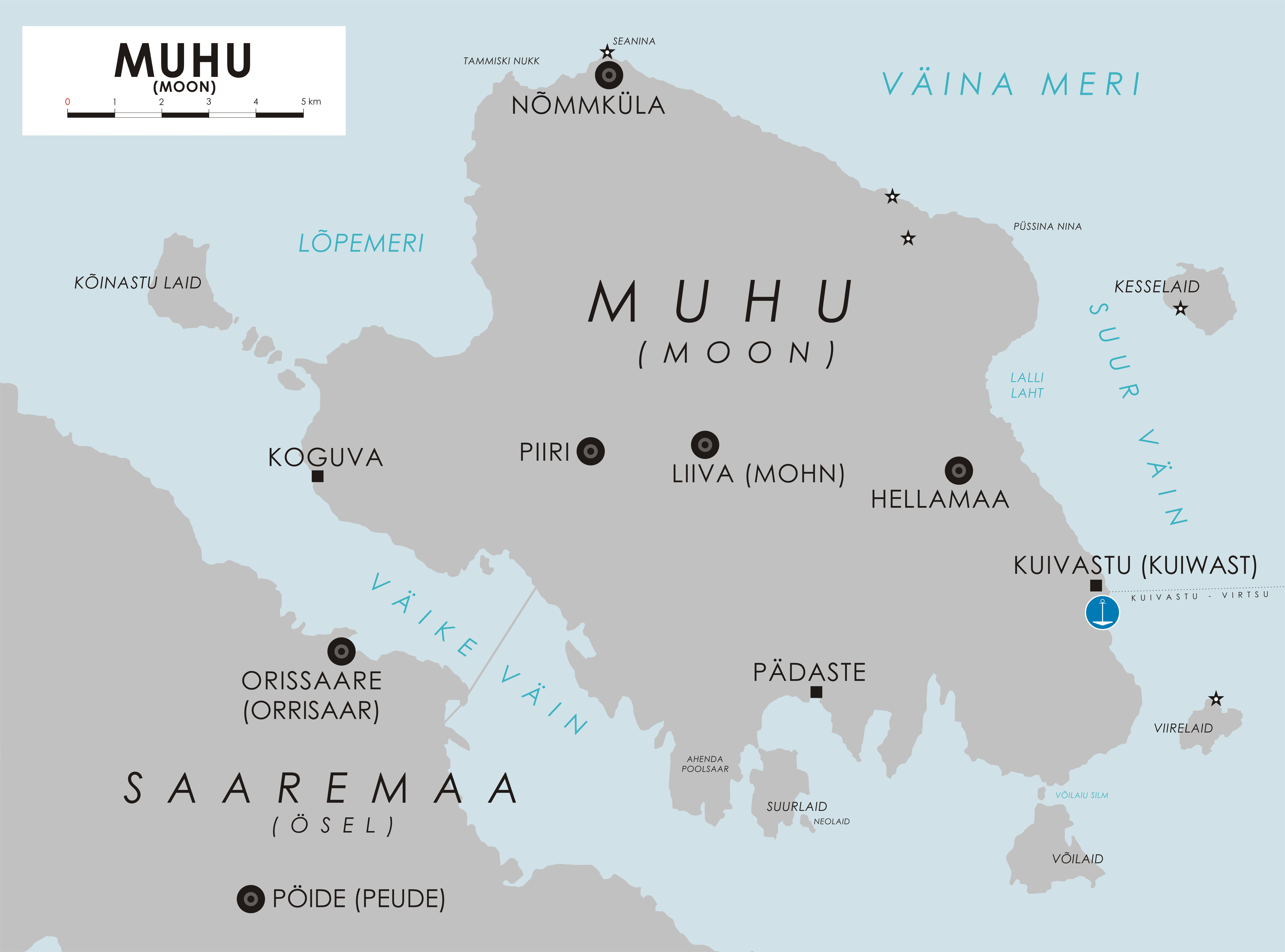
무후섬의 위치

무후섬(에스토니아어: Muhu)은 발트해에 위치한 에스토니아의 섬이다. 면적은 206.1km2, 인구는 1,803명(2005년 기준), 인구 밀도는 8.7명/km2이며 에스토니아에서 세 번째로 면적이 큰 섬이다. 행정 구역상으로는 사레주에 속하며 사레마섬과 에스토니아 본토 사이에 위치한다.